# ヒガイ (貝)
ヒガイ（杼貝、梭貝、学名:Volva volva habei）は、ウミウサギガイ科ヒガイ属に分類される巻貝の一種。広義にはヒガイ属全般や一部ウミウサギガイ科の別属の種を指す。
貝殻の水管部が管状に伸びた姿が織機の杼(シャトル)の形に似ることから命名された。
ヒガイを含むタカラガイ上科(超科)の貝の共通の特徴として殻の一部または大部分を外套膜に覆われている。
一般に食用とされないが、貝殻の収集家のコレクションとして重宝されている。

## ヒガイと名のつく貝

### ウミウサギガイ科に属するヒガイ
- ヒガイ属
  - ヒガイ Volva volva habei
    - ホソヤヒガイ V.v.hosoyai
    - キルバーンヒガイ V.v.kilburni

  - ツマベニヒガイ Volva volva volva
- クチオレマメヒガイ属
  - ニシクチオレマメヒガイ Simniarena rufa
  - トガリクチオレマメヒガイ Simniarena acuminata
  - テキサスクチオレマメヒガイ Simniarena marferula
  - ヒガシクチオレマメヒガイ Simniarena uniplicata
  - ルビークチオレマメヒガイ Simniarena ilhabelaensis
- シロオビキヌヅツミ属
  - ホンカクジヒガイ Phenacovolva honkakujiana

貝寺の通称で呼ばれる本覚寺(白浜町)が名前の由来になっている。
- ビードロマメヒガイ Phenacovolva vitrea

本種をアヤメケボリ属 Crenavolva に分類する説もある。
- ウチマキマメヒガイ属
  - ウチマキマメヒガイ(ソリカーキヌヅツミ) Naviclavolva deflexa
  - アフリカウチマキマメヒガイ Naviclavolva massierorum
  - コメツブウチマキマメヒガイ Naviclavolva malaita
  - ツマリウチマキマメヒガイ Naviclavolva kurziana
  - Naviclavolva deberius

これらの種をカヌーキヌヅツミ属 Cymbovula に分類する説もある。

### ウミウサギガイ科に属しないヒガイ
- Rhizorus属
  - マメヒガイ Rhizorus eburneus
  - アオモリマメヒガイ Rhizorus radiorus
  - トクナガマメヒガイ Rhizorus tokunagai
  - タマゴマメヒガイ Rhizorus ovulinus

漢字表記こそ豆杼貝と表記するが、分類は異鰓類というウミウシの属するグループである。
なお、ツキヒガイは漢字で月日貝と表記する、全く関係のない二枚貝である。